# Djibril Sow
Djibril Sow (Zürich, 1997. február 6. –) svájci válogatott labdarúgó, a német Eintracht Frankfurt középpályása.

## Pályafutása

### Klubcsapatokban
Sow a svájci Zürich városában született. Az ifjúsági pályafutását az Albisrieden és a Zürich csapatában kezdte, majd a német Borussia Mönchengladbach akadémiájánál folytatta.
2016-ban mutatkozott be a Borussia Mönchengladbach felnőtt keretében. 2017-ben a svájci első osztályban szereplő Young Boyshoz igazolt. 2019. július 1-jén ötéves szerződést kötött a német első osztályban érdekelt Eintracht Frankfurt együttesével. Először a 2019. szeptember 1-jei, Fortuna Düsseldorf ellen 2–1-re megnyert mérkőzés 82. percében, Dominik Kohr cseréjeként lépett pályára. Első gólját 2019. november 2-án, a Bayern München ellen hazai pályán 5–1-es győzelemmel zárult találkozón szerezte meg.

### A válogatottban
Sow az U16-ostól az U21-esig szinte minden korosztályos válogatottban képviselte Svájcot.
2018-ban debütált a felnőtt válogatottban. Először a 2018. szeptember 8-ai, Izland ellen 6–0-ra megnyert mérkőzés 79. percében, Steven Zubert váltva lépett pályára.

## Statisztika
2023. június 3. szerint.
| Klub                     | Szezon   | Bajnokság          | Bajnokság | Bajnokság | Kupa  | Kupa  | Nemzetközi | Nemzetközi | Összesen | Összesen |
| Klub                     | Szezon   | Bajnokság          | Mérk.     | Gólok     | Mérk. | Gólok | Mérk.      | Gólok      | Mérk.    | Gólok    |
| ------------------------ | -------- | ------------------ | --------- | --------- | ----- | ----- | ---------- | ---------- | -------- | -------- |
| Borussia Mönchengladbach | 2016–17  | Bundesliga         | 1         | 0         | 2     | 0     | —          | —          | 3        | 0        |
| Young Boys               | 2017–18  | Swiss Super League | 27        | 1         | 3     | 0     | 6          | 0          | 36       | 1        |
| Young Boys               | 2018–19  | Swiss Super League | 28        | 3         | 4     | 0     | 8          | 0          | 40       | 3        |
| Young Boys               | Összesen | Összesen           | 55        | 4         | 7     | 0     | 14         | 0          | 76       | 4        |
| Eintracht Frankfurt      | 2019–20  | Bundesliga         | 29        | 1         | 2     | 0     | 9          | 0          | 40       | 1        |
| Eintracht Frankfurt      | 2020–21  | Bundesliga         | 28        | 0         | 1     | 0     | —          | —          | 29       | 0        |
| Eintracht Frankfurt      | 2021–22  | Bundesliga         | 31        | 2         | 1     | 0     | 12         | 1          | 44       | 3        |
| Eintracht Frankfurt      | 2022–23  | Bundesliga         | 32        | 4         | 6     | 0     | 9          | 0          | 47       | 4        |
| Eintracht Frankfurt      | Összesen | Összesen           | 120       | 7         | 10    | 0     | 30         | 1          | 160      | 8        |
| Összesen                 | Összesen | Összesen           | 176       | 11        | 19    | 0     | 44         | 1          | 239      | 12       |

### A válogatottban
| Válogatott | Év       | Pályára lépés | Gól |
| ---------- | -------- | ------------- | --- |
| Svájc      | 2018     | 2             | 0   |
| Svájc      | 2019     | 4             | 0   |
| Svájc      | 2020     | 7             | 0   |
| Svájc      | 2021     | 11            | 0   |
| Svájc      | 2022     | 12            | 0   |
| Svájc      | 2023     | 2             | 0   |
| Összesen   | Összesen | 38            | 0   |

## Sikerei, díjai
Young Boys
- Swiss Super League
  - Bajnok (2): 2017–18, 2018–19

- Svájci Kupa
  - Döntős (1): 2017–18

Eintracht Frankfurt
- Európa-liga
  - Győztes (1): 2021–22

- UEFA-szuperkupa
  - Döntős (1): 2022